# 사보이호텔

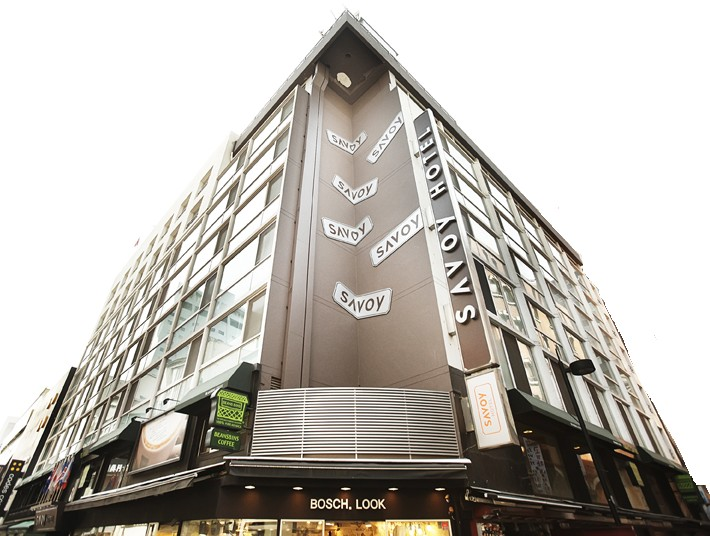
사보이호텔

사보이호텔 (Savoy Hotel)은 서울특별시 중구 명동8나길 10에 위치한 호텔이다.

## 역사
- 1957. 09 호텔 개관
- 1963. 06 관광호텔 등록
- 1967. 12 (주)사보이호텔 법인등기
- 1968. 11 신관 증축 개관
- 2001. 05 1급 관광호텔 승격
- 2011. 08 별관 신축 개관
- 2017. 09 은탑산업훈장 수상

## 호텔소개
사보이호텔의 설립자 조준호는 1932년 대한민국 최초의 주식 거래소 시장인 ‘조선취인소(현재의 증권거래소)’가 설립되자 1934년 동아증권(주)을 세웠으며, ‘조선의 주식왕’으로 명성을 떨쳤다.
사보이호텔은 업계 최초로 순수민간자본으로 설립된 호텔로서, 서울시 중구 명동에 위치하고 있으며, 1963년 관광호텔로 등록했다.
2000년대 호텔 레스토랑 운영 경험을 바탕으로 패밀리레스토랑 '하워드앤마리오’와 ‘카후나빌’을 차례로 선보였다.
1968년 호텔증축, 2011년 상가신축을 하여 A동은 105개 객실 및 레스토랑, 빈스빈스 커피숍 등의 부대시설을 갖추고 있으며, B동은 근린생활시설로 화장품 소매점, 이탈리안레스토랑, 헤어샵 등으로 구성하였다.
사보이호텔의 계열회사로는 (주)사보이F&B, (주)사보이P&D, (주)사보이투자개발 등이 있다.